# Delucemina
Delucemina (identificado como NPS-1506) es un fármaco que actúa como antagonista de NMDA de segunda generación, así como inhibidor de la recaptación de serotonina con efectos neuroprotectores. Originalmente se investigó para el tratamiento del accidente cerebrovascular y en 2004 se estudió para su potencial uso como antidepresivo.

## Química
La estructura básica de la delucemina se basó en la argiotoxina 636, un antagonista del receptor NMDA aislado del veneno de la araneida Argiope aurantia. Como tal se dirige a los canales de calcio abiertos operados por el receptor NMDA y los bloquea.
Como tal, inhibe los aumentos de calcio citosólico inducidos por NMDA/glicina en células granulares de cerebelo y desplaza la unión del [3H]MK-801 sobre las membranas corticales en modelos experimentales. Su variante el clorhidrato de delucemina mejoró en ratas experimentales la severidad del edema del tejido cerebral y la homeostasis iónica. Por esa razón fue sujeto a la posibilidad de uso en casos de infarto cerebral.